# فيليب بيرنبوم
فيليب بيرنبوم (بالإنجليزية: Philip Birnbaum)‏ هو مهندس معماري أمريكي، ولد في 11 أغسطس 1907، وتوفي في 27 نوفمبر 1996 في مانهاتن في الولايات المتحدة.